# Aleksiej Anosow
Aleksiej Aleksiejewicz Anosow, ros. Алексей Алексеевич Аносов (ur. w 1881 r. w Woroneżu, zm. ?) – rosyjski geolog, inżynier sowieckiego przemysłu naftowego, kolaboracyjny burmistrz Krasnodaru podczas II wojny światowej.

## Życiorys
W 1910 r. ukończył Państwowy Instytut Górniczy, po czym prowadził badania hydrogeologiczne na Syberii i w Azji Środkowej. Od 1918 r. był związany z przemysłem naftowym. Początkowo stanął na czele oddziału górniczego sownarchoza w Astrachaniu, zaś w 1920 r. objął funkcję kierownika nadzoru górniczego Republiki Tatarskiej. W 1923 r. został geologiem zrzeszenia przemysłowego „Kubańsko-Czarnomorska Nafta”, zaś w 1925 r. geologiem rejonowym Groznafty. Jednocześnie był zastępcą przewodniczącego komisji Najwyższej Rady Gospodarczej ZSRR ds. ochrony pól naftowych. W listopadzie 1929 r. został aresztowany przez OGPU pod fałszywym zarzutem działalności dywersyjnej, po czym po procesie skazano go w marcu 1931 r. na karę 10 lat łagrów. Karę wkrótce zmieniono na zsyłkę na północny Kaukaz. Po pewnym czasie trafił do łagru specjalnego przeznaczenia OGPU w Uchcie. W październiku 1932 r. został uwolniony, ale musiał zamieszkać w strefie obozowej. Objął funkcję geologa, a następnie starszego geologa Uchtpieczłaga. Prowadził badania naukowe nad ropą naftową. W 1935 r. był współodkrywcą złóż gazu ziemnego w rejonie Uchty. W czerwcu 1938 r., po uwolnieniu, przybył do Moskwy. Następnie zamieszkał w Krasnodarze. Pracował jako główny konsultant krasnodarskiego biura geologicznego. Po zajęciu miasta przez wojska niemieckie 9 sierpnia 1942 r., został jego burmistrzem. Dalsze jego losy są nieznane.